# Monte Olimpo (Marte)

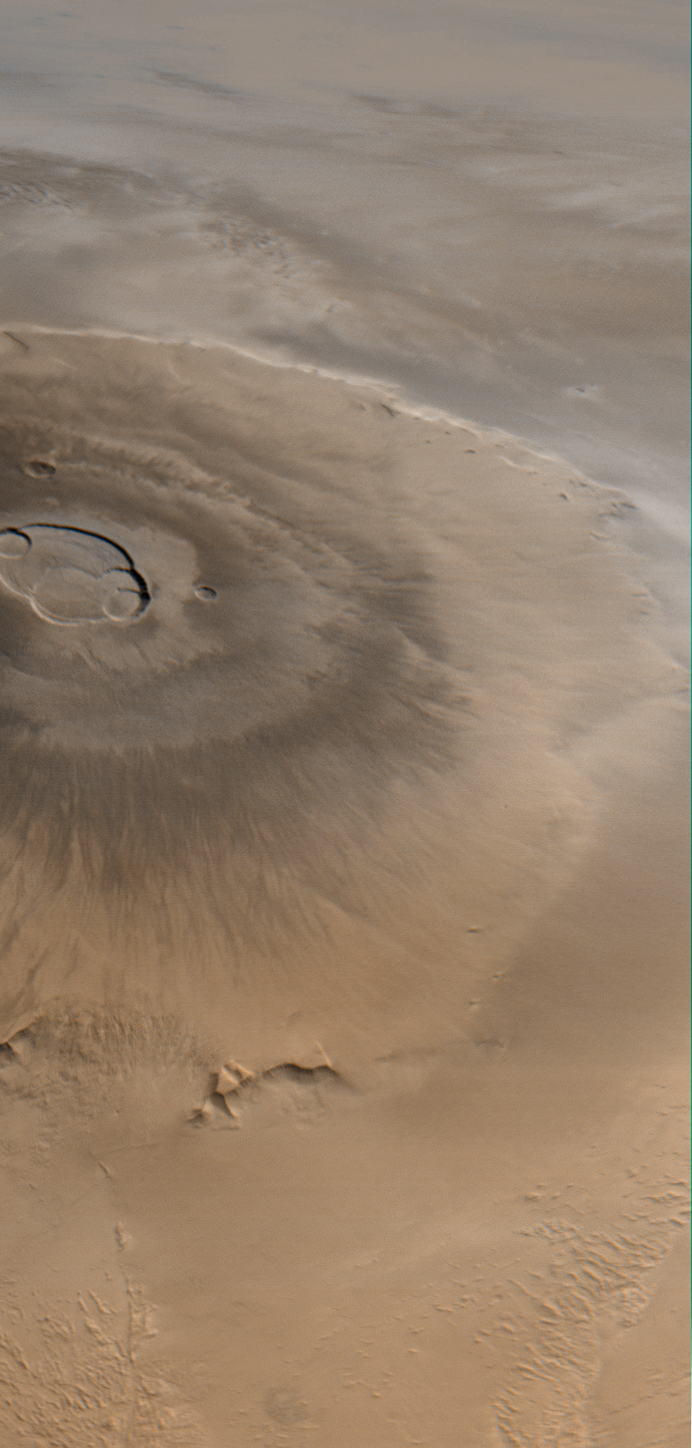
Monte Olimpo

O Monte Olimpo, também conhecido por seu nome em latim, Olympus Mons, é um vulcão extinto[carece de fontes?] do planeta Marte, localizado em sua região equatorial, no planalto de Tharsis. É o vulcão mais alto do Sistema Solar — se estima que erga-se 25 km acima do nível médio da superfície marciana, sendo quase três vezes mais alto que o Monte Everest, a segunda mais alta montanha do Sistema Solar, atrás apenas da montanha no polo sul do asteroide 4 Vesta, que estima-se ter 22 km de altura a partir de sua base, e o segundo maior vulcão em extensão do Sistema Solar (sua base tem 625 km de diâmetro), perdendo apenas para o maciço Tamu, que está submerso nas águas do noroeste do oceano Pacífico, próximo ao Japão, que tem 650 km de diâmetro).
Sua caldeira tem 85 km por 60 km e é possível observar nela a formações de vários círculos menores, evidências de atividade vulcânica mais antiga.
O Monte Olimpo foi descoberto pela sonda espacial Mariner 9 da NASA em 1971, embora já fosse do conhecimento de astrônomos desde o século XIX. O seu declive é suave, o que faz sua base ser vinte vezes maior que a altura.
Não se sabe ao certo a origem desse vulcão. Uma das explicações aceitas é que ele foi formado ainda no início da formação do planeta, quando as atividades tectônicas eram mais intensas. Mas alguns astrônomos acreditam que a sua formação está relacionada à bacia de Hellas, que acabara causando a fusão de rochas, dando origem não só ao monte Olimpo, como também aos Tharsis Montes e aos Valles Marineris.
Segundo uma pesquisa, publicada em 2017 no periódico Science Advances, que fez uma análise de um meteorito de 2,4 bilhões * de anos de idade que caiu na Argélia em 2012 e que foi nomeado de Northwest Africa (NWA) 7635, este vulcão permaneceu dois bilhões de anos em erupção ininterrupta.

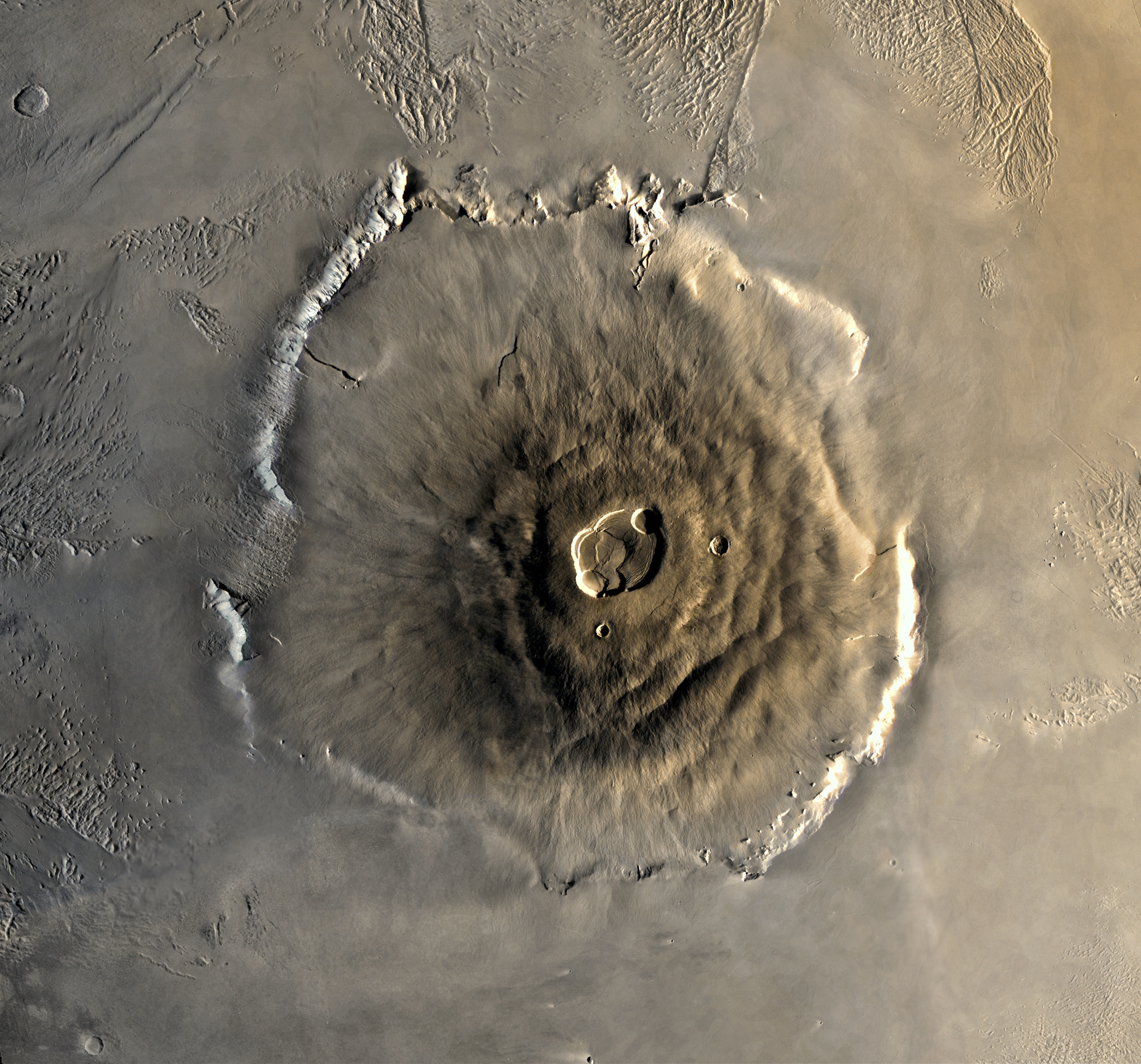
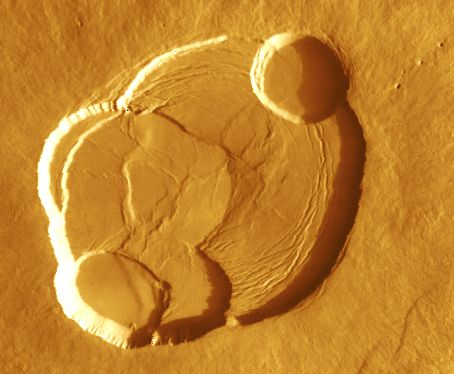